# جیمز مارش
جیمز مارش (انگلیسی: James Marsh، زاده ۳۰ آوریل ۱۹۶۳) کارگردان و مستندساز انگلیسی برندهٔ جایزه اسکار است. او به‌ خاطر ساخت فیلم مستند مردی روی سیم (۲۰۰۸) موفق به کسب جایزه اسکار ۲۰۰۹ را برای بهترین فیلم مستند شد.
مارش در این فیلم مستند، ماجرای راه رفتن فیلیپ پتی بر روی یک سیم بین برج‌های تجارت جهانی نیویورک در دهه هفتاد میلادی را به تصویر کشیده‌ است. این مستند افزون بر جایزه اسکار، جایزه اسپیریت، جایزه بهترین مستند جشنواره ساندنس و جایزه بفتا به عنوان بهترین مستند سال را برای مارش به ارمغان آورد.

## فیلم‌شناسی

### سینمایی
- سفر مرگ‌آفرین ویسکانسین (همچنین نویسنده و تهیه‌کننده) (۱۹۹۹)
- پادشاه (همچنین نویسنده) (۲۰۰۵)
- سوار سرخ: ۱۹۸۰ (۲۰۰۹)
- رقصنده سایه (۲۰۱۲)
- تئوری همه چیز (۲۰۱۴)
- بخشش (۲۰۱۷)
- پادشاه دزدان (۲۰۱۸)

### مستند
- انیماتور پراگ (تلویزیونی) (۱۹۹۰)
- همبرگر و پادشاه: زندگی و آشپزی الویس پرسلی (تلویزیونی) (۱۹۹۶)
- تیم (۲۰۰۵)
- مردی روی سیم (۲۰۰۸)
- پروژه نیم (۲۰۱۱)[۲]